# Alan Campbell
Alan Campbell (Dublín, 10 de agosto de 1960) es un exfutbolista irlandés. Jugaba como delantero y su primer club fue Shamrock Rovers.

## Carrera
Comenzó su carrera en 1978 jugando para Shamrock Rovers. Jugó para ese club hasta 1984. En ese año se fue a España para formar parte de las filas del Racing de Santander, en donde estuvo hasta 1986. Ese año se pasó a las filas del CD Logroñés. Se mantuvo en el equipo hasta 1987. En ese año se fue a Bélgica para formar parte del Berchem. Juega ahí hasta 1989. En ese año se fue a Escocia para formar parte de las filas del Dundee. Se mantuvo en el club hasta 1990. Ese año se marchó al Forfar Athletic. Estuvo ligado al club hasta 1992, cuando finalmente colgó sus botas.

## Selección nacional
Ha sido internacional con la Selección de fútbol de Irlanda en 1985.

## Clubes
| Club                | País    | Año       |
| ------------------- | ------- | --------- |
| Shamrock Rovers     | Irlanda | 1978-1984 |
| Racing de Santander | España  | 1984-1986 |
| CD Logroñés         | España  | 1986-1987 |
| Berchem             | Bélgica | 1987-1989 |
| Dundee              | Escocia | 1989-1990 |
| Forfar Athletic     | Escocia | 1990-1992 |